# Ровере-делла-Луна
Ровере-делла-Луна (итал. Roveré della Luna) — коммуна в Италии, располагается в провинции Тренто области Трентино-Альто-Адидже.
Население коммуны, на 01.01.2025 года, составляет 1647 человек, плотность населения составляет 166,69 чел./км². Занимает площадь 10 км². 
Почтовый индекс — 38030. Телефонный код — 0461.
Покровительницей коммуны почитается святая Анна, празднование 26 июля.

## Демография
Динамика населения:

## Администрация коммуны
- Официальный сайт: http://www.comune.roveredellaluna.tn.it/